# Alma Deutscher
Alma Elizabeth Deutscher (Basingstoke, 2005. február 19. –) brit zeneszerző, zongoraművész, hegedűművész és karmester. Már gyermekkorában kimagasló zenei tehetséget mutatott: első zongoraszonátáját ötévesen írta, hét évesen megkomponálta The Sweeper of Dreams című rövid operáját és kilencéves korában hegedűversenyt komponált. Tíz évesen írta első teljes hosszúságú operáját, a Hamupipőkét, amelynek európai bemutatóját 2016-ban tartották Bécsben Zubin Mehta karmester szakmai támogatásával. Az amerikai bemutatóra egy évvel később került sor. Zongoraversenye tizenkét éves korában hangzott el először nyilvánosan. 2018 óta Bécsben, Ausztriában él. 2019-ben mutatkozott be a New York-i Carnegie Hallban, egy kizárólag saját műveiből összeállított koncert keretében.

## Családi háttér és tanulmányok
Alma Elizabeth Deutscher 2005. február 19-én született az angliai Basingstoke városában. Édesanyja Janie Deutscher (született Steen), irodalomtudós, édesapja Guy Deutscher nyelvész. Van egy húga is, Helen Clara.
Zenei tehetsége korán megmutatkozott: zongorázni kétéves korában kezdett, majd háromévesen hegedülni is tanult. Hamarabb tudott tisztán énekelni és kottát olvasni mint a beszélni és olvasni. Egy 2017-es interjúban, amely a Financial Times hasábjain jelent meg, így emlékezett vissza: „Emlékszem, hároméves voltam, amikor egy altatódalt hallgattam Richard Strausstól – imádtam! Különösen a harmóniáját szerettem; azóta is Strauss-harmóniának hívom. Amikor véget ért, megkérdeztem a szüleimet: ‘Hogy lehet, hogy a zene ennyire gyönyörű?’” Harmadik születésnapjára egy kis méretű hegedűt kapott ajándékba. Bár a szülei eleinte úgy gondolták, hogy csupán egy újabb játék lesz számára, annyira lelkesedett érte, hogy napokon át szinte megállás nélkül próbált játszani rajta. Ennek hatására döntöttek úgy, hogy zenetanárt fogadnak fel. Egy éven belül már Händel-szonátákat játszott. Négyéves korában már zongorán improvizált, ötévesen pedig elkezdte lejegyezni saját műveit. Első kottalejegyzései még nehezen voltak értelmezhetők, de hatéves korára már tisztán olvasható kompozíciókat írt, és megalkotta első zongoraszonátáját is, amelynek felvétele 2013-ban jelent meg. „Azt hitték, a korábban már hallott dallamokat játszom zongorán, pedig én már akkor is azokat a dallamokat játszottam, amik a fejemben születtek.” Hétévesen megírta első rövid operáját, The Sweeper of Dreams címmel, kilencéves korában hegedűversenyt komponált, tízévesen pedig elkészült első teljes hosszúságú operája.
Tizenhat éves koráig magántanulóként tanult. Ötévesen beíratták egy angliai iskolába, azonban az első tájékoztató nap után sírva tért haza, és azt mondta a szüleinek: „nem tanítottak meg olvasni és írni”.  Ezt követően szülei úgy döntöttek, hogy otthon oktatják tovább. A BBC Imagine című dokumentumfilmben, valamint a CBS 60 Minutes műsorában később úgy nyilatkoztak, hogy az otthoni oktatás mellett azért döntöttek, mert felismerték, hogy lányuk „vulkánszerű képzelőereje” és alkotókedve alapvető fontosságú a jólétéhez. Meggyőződésük szerint az ehhez szükséges szabadságot egy iskolai környezet nem tudná biztosítani. Deutscher maga is nyilatkozott a BBC-nek tízéves korában: „Sosem akarok iskolába járni. Ki kell mennem a friss levegőre és olvasnom kell.” Két évvel később a Financial Times-nak így fogalmazott: „Úgy gondolom, otthon egy óra alatt annyit tanulok, mint amennyihez az iskolában öt órára lenne szükség.”
Alan Yentob a 2017-ben készült, Alma Deutscher életét bemutató BBC-dokumentumfilmben egy rendkívül élénk képzeletvilágot írt le, amelyben Deutscher egy saját képzeletbeli országot alkotott meg „Transylvanian” néven. Az országnak önálló nyelve volt, de mindenekelőtt saját zenéje. „Kitaláltam egy saját országot, saját nyelvvel, és ott gyönyörű zeneszerzők élnek – például Antonin Yellowsink, Ashy, Shell és Flara” – mesélte Deutscher. Ezek a képzeletbeli zeneszerzők mind eltérő zenei stílusban „alkottak”, és Deutscher több korai kompozícióját is hozzájuk kapcsolta.
Képzése kezdetben a szabad zenei alkotás és az improvizáció készségének fejlesztésére irányult. Tanulmányai a Partimenti nevű tanítási módszert követték, amely a 18. századi Olaszországban alakult ki, és amelyet Robert Gjerdingen professzor élesztett újjá és tett ismét ismertté. Robert Gjerdingen gyakorlatokat küldött Alma Deutscher számára, és észrevételeket tett kompozícióinak technikai megoldásaira. Emellett improvizációs órákat vett Tobias Cramm svájci zenesztől. Deutscher így már fiatalon elsajátította a 18. századi zene „nyelvtanát”, amelyet később zenei „anyanyelvének” nevezett.
Deutscher 2012-ben, hétéves korában került először a szélesebb nyilvánosság figyelmének középpontjába, amikor Stephen Fry író és humorista egy bejegyzést tett közzé Twitter oldalán.
2014-ben Arie Vardi neves zongoraművész és zenepedagógus műsorában szerepelt, amelyben Deutscher előadása és improvizációja is helyet kapott. A műsor révén a klasszikus zenei világ több meghatározó alakja – köztük Zubin Mehta karmester – is felfigyelt rá. Ugyanebben az évben a zenész Kutiman által készített, nagy népszerűségre szert tett YouTube-videómontázsban felhasználták egy Deutscher korai felvételéből származó ostinatóját.
2017-ben a CBS 60 Minutes műsorában Scott Pelley készített portréfilmet amelyben zenei tehetségét, korai pályáját és egyéni tanulási módszereit mutatták be. A riport jelentős figyelmet keltett a nemzetközi médiában, és elnyerte az Emmy-díjat az „Outstanding Arts, Culture and Entertainment Report” (Kiemelkedő művészeti, kulturális és szórakoztató riport) kategóriában a 2018-as News & Documentary Emmy Awards-on.
2018-ban Deutscher családjával együtt Bécsbe költözött. Egy évvel később a The New York Times-nak így nyilatkozott: „Mozart, Schubert, Beethoven és Haydn zenéjén nőttem fel. Zenei értelemben Bécs mindig is az otthonom volt.”
2021-ben felvételt nyert a Bécsi Zene- és Előadóművészeti Egyetem karmesterképzésére, ahol Johannes Wildner karmesternél kezdte meg tanulmányait. Tizenhat évesen az egyik legfiatalabb hallgatója lehetett a képzésnek, amelynek korábbi növendékei közé tartozik Zubin Mehta, Claudio Abbado és Kirill Petrenko is.
Élete első éveiben Deutscher édesapja nyelvészeti kísérleteinek alanya volt, amelyek saját szakmai kutatásaihoz kapcsolódtak. Annak vizsgálata céljából, hogy az ókori kultúrák miért nem használták a „kék” szót az ég színének leírására, tudatosan kerülte annak említését, hogy az ég „kék” színű. Színérzékelésének fejlődéséről – különösen arról, hogy kisgyermekként ragaszkodott ahhoz, hogy a derült égbolt „fehér” – Guy Deutscher 2010-ben megjelent könyvében (Through the Language Glass: Why the World Looks Different in Other Languages) is beszámolt.
Deutscher három nyelven beszél: angolul, németül és héberül.

## Zeneszerzői módszer, stílus és esztétika

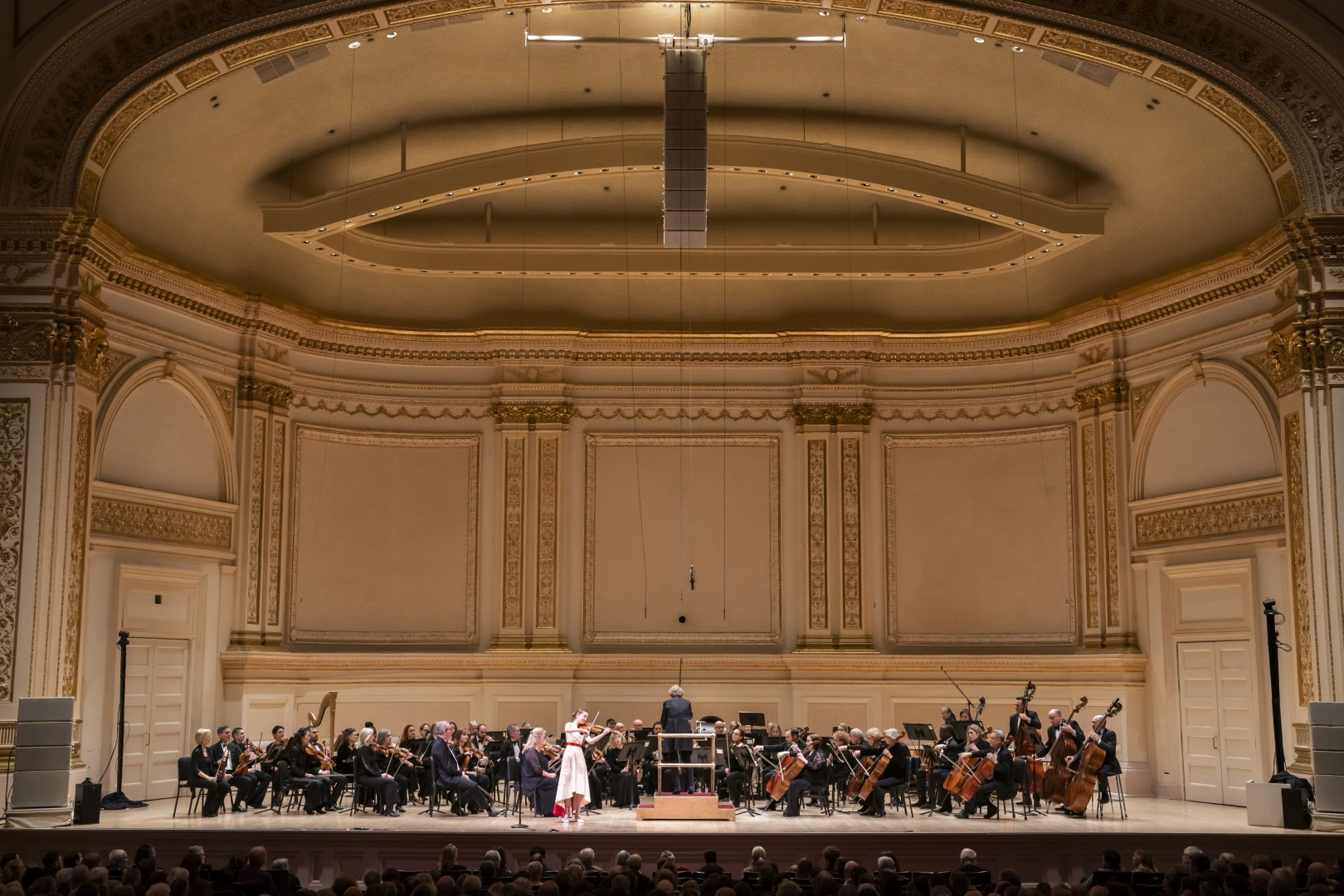
Deutscher hegedűversenyének előadása a Carnegie Hallban. (2019 December)

Deutscher zenéjét elsősorban a dallamvilág gazdagsága és szépsége miatt emelik ki. A Wiener Zeitung osztrák napilap „magasabb rendű dallamalkotónak” (eredetiben: Melodist by High Grace) nevezte őt, akinek kantilénái „feneketlen bánatot vagy túláradó vágyakozást közvetítenek”. 
Deutscher elmondása szerint dallamai gyakran váratlanul születnek meg benne, olykor álmában is. Első rövid operája, The Sweeper of Dreams nyitórészlete teljes egészében álmában született meg, csakúgy, mint egy Esz-dúr zongoravariáció témája, amely később zongoraversenye harmadik tételének alapjául szolgált. Deutscher egy különleges, izgatott lelkiállapotról is beszámolt, amelyet „improvizációs hangulatnak” nevezett. A Daily Telegraph-nak 2016-ban így fogalmazott: „Amikor improvizációs hangulatban vagyok, a dallamok szinte maguktól áramlanak ki az ujjaimból.” Fiatalabb korában úgy nyilatkozott, hogy a dallamötletek gyakran egy „varázsugrókötéllel” való játék közben jutottak eszébe: „Csak meglengetem, és a dallamok özönlenek a fejembe.” 2019-ben a The New York Times-nak így nyilatkozott: „Amikor kisebb voltam, tényleg azt hittem, hogy az ugrókötél adja az ihletet. Most már tudom, hogy nem maga a kötél az, hanem az a lelkiállapot, amelybe kerülök, amikor meglengetem.” 
Deutscher számos interjúban hangsúlyozta a különbséget az ihlet pillanatai – amikor a dallamok hirtelen megszólalnak a fejében – és a megkomponált, kidolgozott művek létrehozásának időigényes, aprólékos folyamata között. A Financial Times-nak úgy nyilatkozott, hogy a komponálás legnehezebb része a zenei ötletek kibontása és „koherens szerkezetté formálása. Ez rendkívül nehéz feladat.”
Deutscher már fiatal korától kezdve többször is hangsúlyozta eltökéltségét, hogy szép zenét komponáljon, és visszahozza a dallamot és a harmóniát a kortárs klasszikus zenébe. A 2017-es Carinthischer Sommer Zenei Fesztivál sajtótájékoztatóján – ahol hegedű- és zongoraversenye is elhangzott – nyilvánosan is állást foglalt saját stílusa, dallamközpontúsága és zenei esztétikája mellett, Why music should be beautiful („Miért kell, hogy a zene szép legyen”) címmel. Elmondása szerint sokan figyelmeztették arra, hogy a 21. századi klasszikus zenében a szép dallamok már nem elfogadottak, mivel a zenének a modern világ komplexitását és „rút valóságát” kell tükröznie. Ezzel kapcsolatban így fogalmazott: „Szerintem ezek az emberek egy kicsit összezavarodtak. Ha a világ ennyire csúnya, akkor mi értelme még csúnyábbá tenni ronda zenével?” 
Legkorábbi inspirációjaként ismét Richard Strauss egyik altatódalát említette, amely szerinte először ébresztette fel benne a szépség iránti vágyat a zenében. Egy másik interjúban így fogalmazott: „A dallam a zene lényege – ez nem csupán az én zenei esztétikám, hanem szinte mindenkié, legyen fiatal vagy idős. Nem nagy titok, hogy a legkedveltebb zeneművek azok, amelyeknek a legjobb a dallamvilága.” E gondolatkört részletesebben is kifejtette a The New York Times-nak adott 2019-es, valamint a The Times-ban megjelent 2022-es interjúiban. Ugyanezt a nézetet hangsúlyozta 2019-ben a Bécsi Állami Operaházban tartott beszédében is, amikor átvette az Európai Kultúra Díját. Ekkor így fogalmazott: „Az európai kultúra nem merül ki a disszonanciában.” Beszédét a következő gondolattal zárta: „Talán az európai kultúrában a harmónia számára is van hely.” Harmadik operájának 2023-as bemutatója után adott interjúban a Német Rádiónak Deutscher így fogalmazott: „Ahhoz, hogy egy művészeti forma életben maradjon, és ne váljon szent ereklyék múzeumává, mindig szükség van valamire, ami új és friss. De olyan új zenére van szükség, amely megszólítja az embereket, amely megérinti őket, vigaszt nyújt és szórakoztat.”

## Kritikai fogadtatás

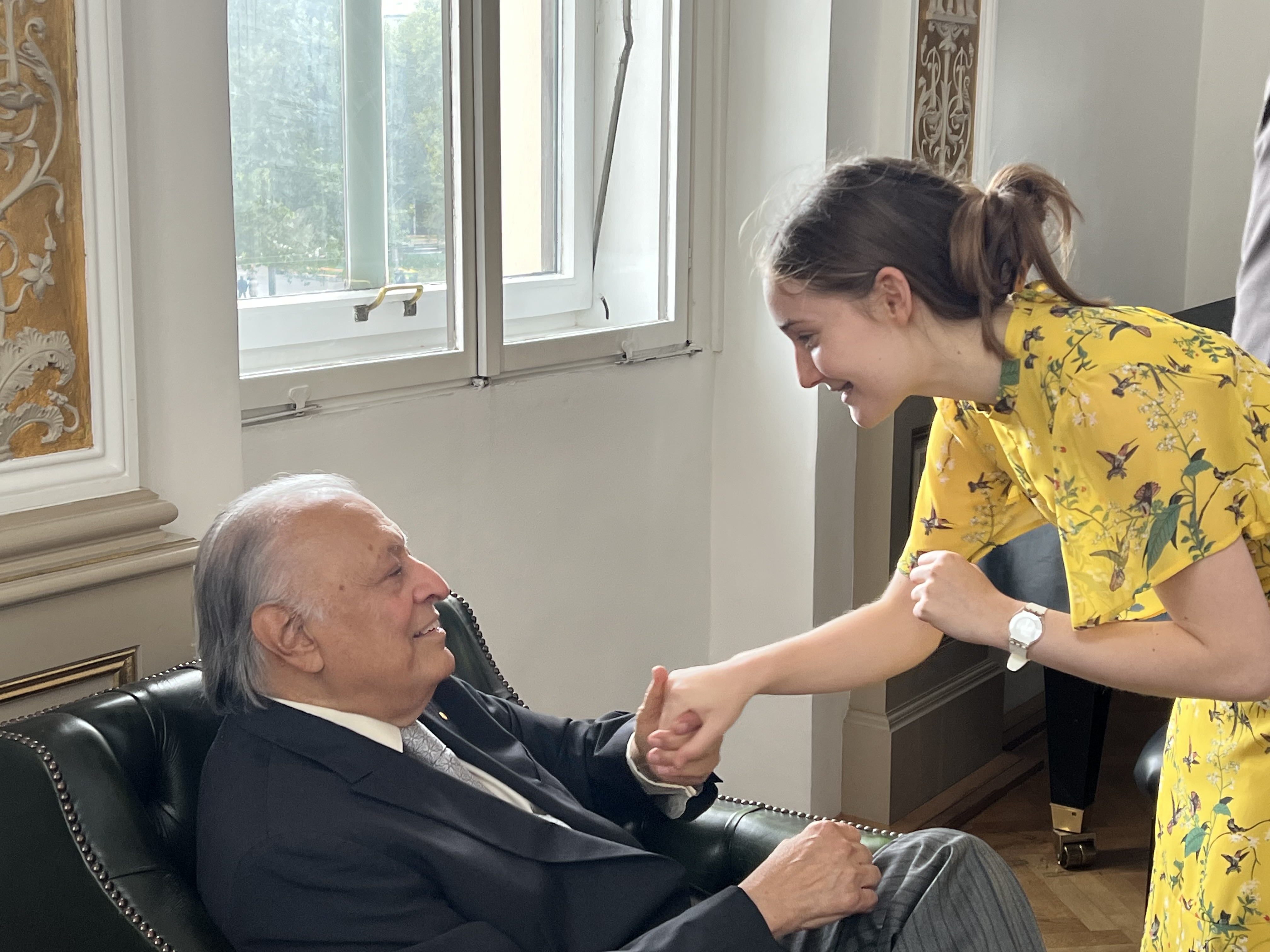
Alma Deutscher és Zubin Mehta (2022)

Deutscher nyilvános szerepléseinek első éveiben a kritikai visszhang nagy része fiatal korára és gyermekzseniként való megjelenésére összpontosult. Számos kiemelkedő muzsikus – köztük Anne-Sophie Mutter hegedűművész, valamint Zubin Mehta és Sir Simon Rattle karmesterek – ámulatát fejezte ki azzal kapcsolatban, hogy milyen rendkívüli eredményeket ért el ilyen fiatalon. Sir Simon Rattle a BBC-nek így nyilatkozott: „Nem hiszem, hogy valaha is találkoztam volna valakivel ebben a korban, aki ennyire elképesztő képességekkel rendelkezik.”
Deutscher ugyanakkor mindig is elutasította, hogy „csodagyerekként” tekintsenek rá, és nem szerette, ha életkora került a róla szóló beszélgetések középpontjába. Tízévesen a Google Zeitgeist konferencián így fogalmazott: „Azt szeretném, ha komolyan vennék a zenémet… de néha az embereknek nehéz engem komolyan venni, mert csak egy kislány vagyok.” Gyakran tiltakozott az ellene irányuló, Mozarttal való összehasonlításokat hangsúlyozó sajtómegjelenések ellen is: „Tévedés ne essék, nagyon szeretem Mozartot, és mindent megadnék, ha a tanítóm lehetne. Ennek ellenére, ha választhatnék, inkább lennék az első Alma, mint a második Mozart.”
Deutscher Hamupipőke című operájának 2016-os, nagy sikerű bécsi bemutatója után a róla szóló nyilvános visszhangban a hangsúly fokozatosan áttevődött életkoráról a dallamok iránti nyílt szeretetére, valamint zenei nyelvezetének és esztétikai felfogásának sajátosságaira. Deutscher dallamainak kivételes minőségére már pályafutása korai szakaszában felfigyeltek. Ron Weidberg zenetudós 2015-ben így írt róla: „Kevés zeneszerző tud olyan dallamokat írni, amelyek első pillanattól kezdve belevésődnek az emlékezetünkbe, és így a hallgatók közös tulajdonává válnak. Alma ezen kevés zeneszerzők egyike.” 
Deutscher Hamupipőke című operájának 2016-os bemutatója óta a kritikai fogadtatás központi eleme lett a darab dallamvilága. Egy bécsi kritikus a művet „fülbemászó dallamok tűzijátékának” nevezte. A spanyol ABC napilap úgy jellemezte a Hamupipőkét, mint „csodálatos és sugárzó dallamok áradatát, szinte már túláradó mértékben”. A német Orpheus operamagazin szerint a mű „a német daljáték reneszánszát” hirdeti.
Deutscher zenei nyelvezete a 18–19. századi klasszikus zene harmonikus alapjaira épül. Wilhelm Sinkovicz, a neves osztrák zenekritikus meglepetésének adott hangot Deutscher bécsi zongoraversenyének egyik előadását értékelve, és így fogalmazott: „Bár Mendelssohn és Grieg romantikus világában mozog, Deutscher zenéje rendkívül eredeti gondolatokkal és valódi meglepetésekkel van tele.” Sinkovicz azt a következtetést vonta le, hogy tévhit, miszerint minden zeneszerző generációnak teljesen újra kellene alkotnia a zenei nyelvet. „A világ körbeforog” – írta –, „de mindig új, szép virágokat hajt, ha hagyjuk őket kihajtani.”
Másfelől azonban a modernizmushoz elkötelezetten viszonyuló kritikusok bírálják Deutscher elutasító hozzáállását a 20. század második felétől jellemző zenei kifejezésmódok – különösen a klasszikus zene nyersessége és disszonanciája – iránt. A The Wall Street Journal egyik vezércikkében Barton Swaim arra mutatott rá, hogy Deutscher zenéjét a modernista kritikusok provokatívnak érzékelik, mivel – ahogy fogalmazott – „ugyanazért nem kedvelik, amiért a közönség szereti: a hagyományos tonalitásért és az érzelmekre közvetlenül ható kifejezésmódjáért”. 2022 májusában a The Times vezércikke támogatásáról biztosította Deutscher törekvését a szép zene iránt:  A cikk így fogalmazott: „Deutscher inkább közönséget keres, mint követőket. Alighanem igaza van abban, hogy a klasszikus zene örömeinek megismertetésére a legbiztosabb út, ha valaki valami szépet kínál.”

### The Sweeper of Dreams(2012)
Deutscher első befejezett operája, amelyet hétéves korában írt, egy rövid egyfelvonásos mű, amelyet Neil Gaiman The Sweeper of Dreams című novellája ihletett. A szöveg Elizabeth Adlington librettója alapján készült. A partitúra egyes részei Deutscher elmondása szerint álmában születtek meg. Az opera ősbemutatójára 2013-ban került sor Izraelben. A történet szerint egy különleges állást hirdetnek meg: Álomseprőt keresnek, akinek feladata, hogy segítsen az embereknek elfelejteni a rémálmaikat. A kiválasztásra létrehozott bizottság – három középkorú férfi – megdöbbenve tapasztalja, hogy az egyetlen jelentkező egy tizenhat éves lány, Alex. Az interjú során gúnyt űznek belőle, mivel „két szörnyű bűnt követett el: az egyik az volt, hogy gyerek, a másik pedig az, hogy nő”.

A női önérvényesítés témája visszatérő elem Deutscher operáiban, és központi szerepet játszik első teljes hosszúságú operájában, a Hamupipőkében is. A The New York Times-nak 2019-ben így nyilatkozott: „Nagyon határozottan feminista vagyok, és igazán örülök, hogy ma születtem, amikor a lányoknak lehetőségük van kibontakoztatni a tehetségüket.” Elmondása szerint különösen vonzódik azokhoz a történetekhez, amelyekben nők nehézségeket küzdenek le.

### Hamupipőke(2015–2020)
Deutscher első teljes hosszúságú operája a Hamupipőke meséjén alapul, azonban a cselekményt jelentősen átdolgozta. Az ő változatában a történet középpontjában a zene áll: Hamupipőke maga zeneszerző, a herceg pedig költő. A hagyományos üvegcipellő helyét egy dallam veszi át, amelyet Hamupipőke az álarcosbálról menekülve énekel el a hercegnek – ez a motívum marad meg az emlékezetében. Deutscher elmondta, számára fontos volt, hogy Hamupipőke ne csupán „egy szép lány legyen kecses lábfejjel”. A herceg nem a külseje, hanem a tehetsége miatt szeret bele.
Deutscher legalább öt éven keresztül dolgozott az operán, kilenc és tizenöt éves kora között, több lépcsőben bővítve és átdolgozva azt. Az első, kamarazenei változatot 2015-ben mutatták be Izraelben, amikor Deutscher tízéves volt. A zenekari változat ősbemutatójára a következő évben került sor Bécsben, Zubin Mehta karmester védnöksége mellett.
Deutscher tovább dolgozta és kibővítette a művet az amerikai bemutatóra, amelyre 2017-ben került sor a Opera San José társulatánál, telt ház előtt. 
A The New Criterion kritikája szerint az előadás „lenyűgöző szellemességű, kidolgozottságú és zenei szépségű opera… A zenekari és vokális invenciók mennyisége egyszerűen lenyűgöző”, és azt jósolták, hogy a Hamupipőke előbb-utóbb a Broadwayre is eljuthat. Az Opera Today így jellemezte az előadást: „egy fiatal tehetség szenzációs berobbanása… egy életre szóló operai élmény, amely után a közönség állva ünnepelt”.

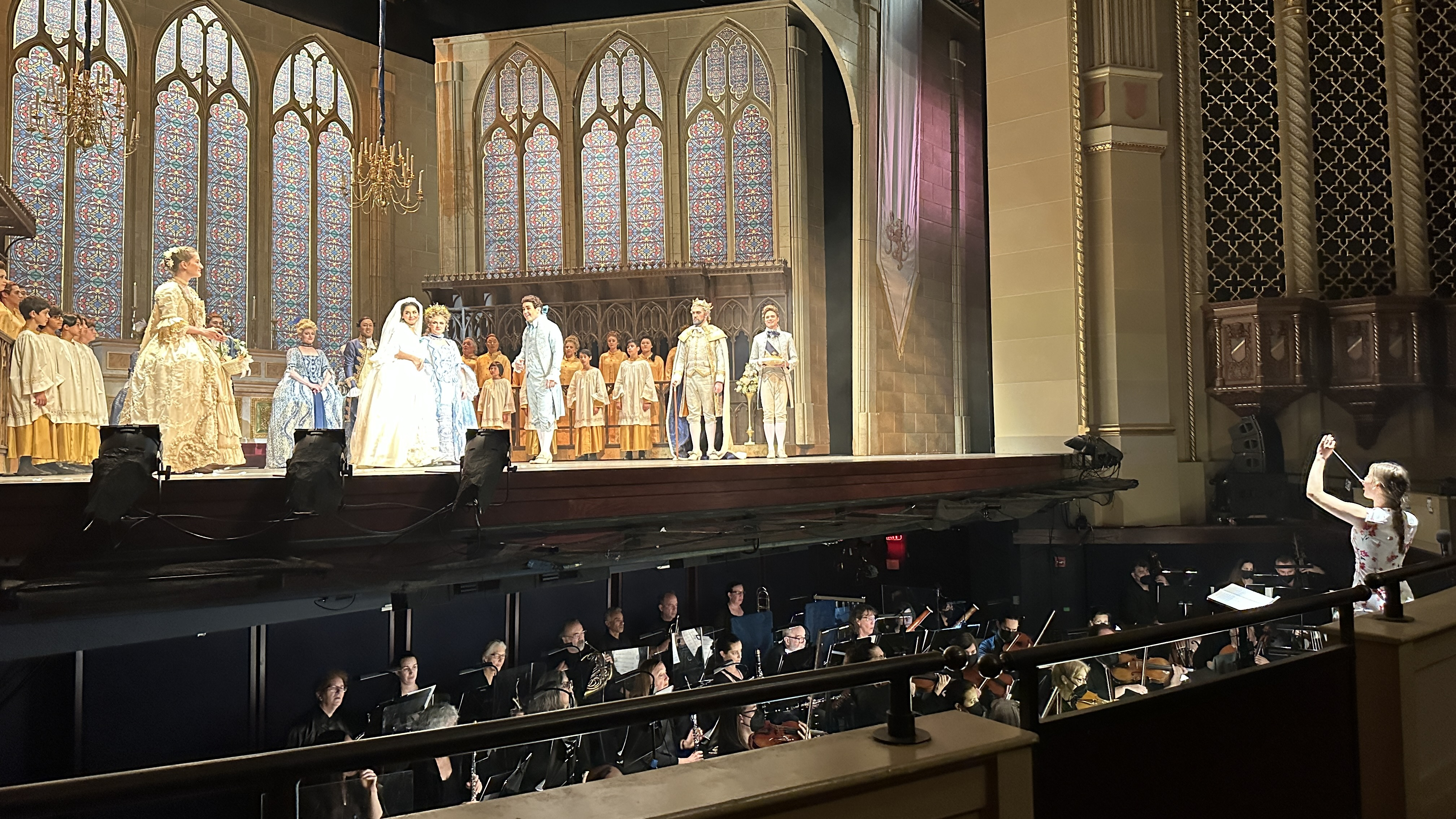
Alma Deutscher vezényli a Hamupipőke című operáját az Opera San Joséban, 2022-ben.

A bécsi Staatsoper 2018-ban, majd 2020-ban is bemutatta a Hamupipőke gyermekek számára készült adaptációját.
2019 és 2020 között Deutscher újabb átdolgozást végzett az operán a Salzburgi Állami Színház számára készülő előadás kapcsán, amelyhez egy gyermekkar betétjeit is hozzáadta.
2022-ben Deutscher karmesterként is debütált az Egyesült Államokban, a Hamupipőke 2017-es Opera San José-i előadásának felújított változatával. Az előadás felvétele 2023-ban került fel a YouTube-ra.

### The Emperor's New Waltz (2023)
Deutscher második teljes hosszúságú operája, The Emperor's New Waltz (németül: Des Kaisers neue Walzer), a Salzburgi Állami Színház felkérésére készült, és ott mutatták be 2023 márciusában. A BBC-nek és a német KlassikRadio-nak adott interjúiban Deutscher elmondta, hogy a zenés vígjáték fő témáit és inspirációit mi határozta meg: „Mindenekelőtt egy szép szerelmi történetet akartam elmesélni két fiatal között – de ugyanúgy két zenei világ, a klasszikus zene és a popzene között is. Olyan zenés vígjátékot szerettem volna írni, amelyet nemcsak operabarátok élvezhetnek, hanem olyan fiatalokat is megszólít, akiknek egyébként nincs hozzáférésük a klasszikus zenéhez. Végül pedig szerettem volna parodizálni az atonális kortárs zene dallamtalan világát – azt a zenét, amit csak az „okos emberek értenek meg”, a többieknek pedig csupán zajnak hangzik.” 
Deutscher elmondása szerint ezzel a zenés vígjátékkal távolodni kívánt az opera műfajának merev határaitól: „A hősöm, Jonas egy popsztár, aki gitáron énekel dalokat, Mozartra rappel. De a végén tízszólamú fúgát is énekel. Meg akartam mutatni, hogy az opera és a musical sokkal közelebb állnak egymáshoz, mint hinnénk. Az az álmom, hogy a fiatalok elmennek egy musicalre, majd azt mondják: "Tulajdonképpen volt benne opera is, és nem is fájt – sőt, szép volt…"
A Salzburgi Állami Színház az opera cselekményét így foglalja össze: „Mozart szemben a modern ütemekkel, rikító disszonancia a harmonikus szépséggel szemben. Az opera, amely Hans Christian Andersen, "A császár új ruhája" című meséje nyomán készült, a látszat és az igazság, valamint a zene közösségteremtő erejének történetét meséli el. A kertész és a gazdag örökösnő – Jonas és Leonie – aligha lehetnének különbözőbbek.” Nem csoda, hogy a két főszereplő – Leonie és Jonas – eleinte ki nem állhatja egymást. Ami mégis összeköti őket, az a közös álom: a zenei akadémián szeretnének tanulni. Leonie apja, a divatmogul Rudolf Kaiser azonban úgy véli, hogy lánya eljegyzése a neves kortárs zeneszerzővel, Anthony Swindelle-lel elegendő „magas kultúrát” hozna a családba. Leonie ezért fiúnak álcázva látogat el az egyetemre, ahol találkozik Jonasszal. Közösen rájönnek, hogy Swindelle valójában önös terveket sző.

## Díjak és elismerések
- 2021 májusában Deutscher megkapta a Leonardo da Vinci Nemzetközi Díjat, amelyet tizenegy európai Rotary Club közösen ítélt oda. Tizenhat évesen ő lett a díj történetének legfiatalabb kitüntetettje. [37]
- 2019 októberében Deutscher elnyerte az Európai Kulturális Díjat (European Culture Prize), a „Young Generation Award” kategóriában. Az ünnepélyes díjátadóra a bécsi Staatsoper került sor. [38]
- 2019 októberében Deutscher elnyerte a Pekingi Zenei Fesztivál Fiatal Művész Díját egy pekingi ünnepség keretében.
- 2019 szeptemberében a német Stern magazin Deutscher-t a „Holnap Hősei” (Heroes of Tomorrow) közé választotta. A tizenkét kiválasztott közül ő volt a legfiatalabb, mindössze 14 évesen; a többiek életkora 27 és 43 év között mozgott. [39]

## Jelentősebb előadások, hangfelvételek és kiadványok
Deutscher szólistaként saját műveit adta elő világszerte neves zenekarokkal, köztük az Izraeli Filharmonikus Zenekarral, az ORF Bécsi Rádió Szimfonikus Zenekarával, a Salzburgi Mozarteum Zenekarral, a Bécsi Kamarazenekarral, a Royal Filharmonikus Zenekarral, a Sencseni Szimfonikus Zenekarral (Kína), a Luzerni Szimfonikus Zenekarral (Svájc), a Vancouveri Szimfonikus Zenekarral (Kanada) és a New York-i St. Luke's Zenekarral. Saját szerzeményeiből álló szólóesteket adott többek között a rangos Luzerni Fesztiválon (Svájc) és az Aix-en-provence-i Operafesztiválon (Franciaország). Az osztrák kancellár meghívására több állami eseményen is fellépett a bécsi Kancellárián, például 2018-ban, az európai második világháború befejezésének emlékére rendezett ünnepségen.

### Jelentősebb fellépései
- 2015-ben, tízévesen lépett fel a Google Zeitgeist konferencián, ahol Stephen Hawking elméleti fizikus mellett szerepelt.[45]
- A 2017-es osztrák Karintiai Nyár (Carinthischer Sommer) zenei fesztivál nyitóhangversenye, amelyen Deutscher szólistaként adta elő saját hegedűversenyét, valamint zongoraversenyének ősbemutatóját a Bécsi Kamarazenekar közreműködésével.[46] [47]

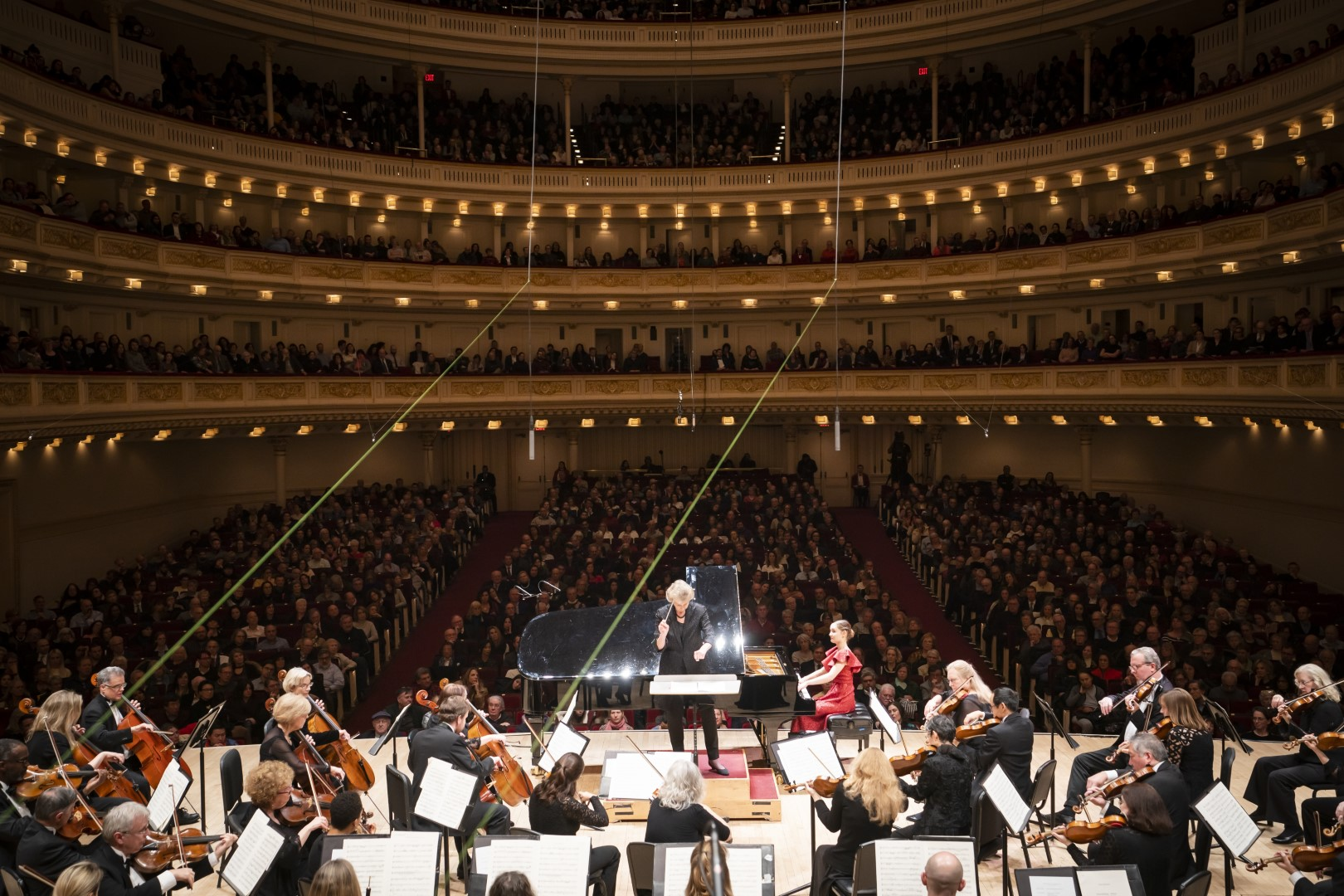
Alma Deutscher előadja zongoraversenyét a Carnegie Hallban, 2019-ben.

- Alma Deutscher előadja zongoraversenyét a Carnegie Hallban, 2019-ben. Deutscher 2019-es, teltházas debütálása a New York-i Carnegie Hallban.[48] [49] A koncertet, amelyet többszörös álló ovációval jutalmazott a közönség, és amelyet a kritikusok „egyre fokozódó zenei csodák éjszakájaként” jellemeztek.[50] Dame Jane Glover vezényelte a St. Luke's Zenekar élén. A hangverseny kizárólag Deutscher saját szerzeményeiből állt. A koncert műsorán szerepelt hegedűversenye és zongoraversenye, amelyeket ismét szólistaként adott elő, továbbá válogatás a Hamupipőke című operájából, valamint A szirének keringője című koncertkeringője is. A keringőt megelőzően Deutscher ismertette zenei filozófiáját, hangsúlyozva törekvését arra, hogy a modern klasszikus zenében ismét teret kapjon a harmónia és a szépség, valamint hogy még a modern világ „csúf hangjaiban” is képes legyen felfedezni a szépséget. Az eseményt élőben közvetítette a Medici.TV.[51] A szirének keringője koncertfelvételét több mint 2,4 millióan tekintették meg a YouTube-on. [52] Később, 2022 májusában, virálissá vált a TikTokon egy rövid részlet is, amelyben Deutscher saját keringőjét vezényli.[53] [54]

### Jelentősebb televíziós szereplései
- 2017-ben Deutscher főszereplője volt egy Alan Yentob által rendezett, egyórás BBC-dokumentumfilmnek. A film végigkísérte Alma Deutscher-t a Hamupipőke című operája 2016-os bécsi ősbemutatójának próbafolyamatán.
- 2017-ben Deutscher főszereplője volt a CBS 60 Minutes című műsorának egyik dokumentumfilmjében is, amely 2018-ban elnyerte az Emmy-díjat a „Művészet, kultúra és szórakoztatás” kategória legjobb riportjaként.
- Kilencévesen Deutscher szerepelt az Intermezzo With Arik című műsorban, amelyet az elismert zongoraművész és pedagógus, Arie Vardi vezetett az Izraeli Oktatási Televízióban. A műsorban elhangzott előadása és interjúja nyomán figyelt fel rá Zubin Mehta karmester.

Deutscher számos televíziós műsorban szerepelt világszerte, többek között az Ellen DeGeneres Show-ban és az NBC Today című műsorában.
Deutscher első zenei albuma, The Music of Alma Deutscher címmel, 2013-ban jelent meg, amikor nyolcéves volt. 2019-ben a Sony Classical Records adta ki From My Book of Melodies című zongoraalbumát, amely Deutscher négy és tizennégy éves kora között született kompozícióit tartalmazza. A Hamupipőke című operájának két feldolgozása is megjelent DVD-n: az egyik a Sony Classical, a másik a bécsi Staatsoper kiadásában.
Deutscher From My Book of Melodies című zongoradarab-gyűjteményét 2020-ban adta ki az amerikai G. Schirmer és Hal Leonard klasszikus zenei kiadó.

## Kompozíciók listája

### Balettek
- The Euterpides – ősbemutató: 2025.

### Operák
- The Sweeper of Dreams – miniatűr opera (hét évesen írta)[62]
- Hamupipőke – teljes hosszúságú opera (tíz évesen írta, azóta több alkalommal is színpadra került).
- Des Kaisers neue Walzer – a Salzburgi Állami Színház megrendelésére készült opera, ősbemutató: 2023.

### Zenekari művek
- Dance of the Solent Mermaids – szimfonikus tánc[63]
- Hegedűverseny G-mollban[64] [65]
- Zongoraverseny Esz-dúrban[66]
- Waltz of the Sirens [67]
- Elmayer Waltz [68]
- Grinzinger Polka [69]

### Dalok
- The Lonely Pine Tree – dal Heinrich Heine verse alapján. (A mű eddig kizárólag zongoraszóló-átdolgozásban jelent meg nyilvánosan, a From My Book of Melodies album részeként)
- Karácsony előestéje (The Night Before Christmas) – dal Clement Moore verse alapjan[70]
- Near the Beloved – dal Goethe verse alapján[71]
- I Heard the Bells on Christmas Day – karácsonyi ének Henry Wadsworth Longfellow versének átirata alapján. [72]

### Kamarazene
- Andante hegedűre és zongorára[73]
- Rondino (trió) – Esz-dúr mű hegedűre, brácsára és zongorára[74]
- Négyestétel A-dúrban[75] – zongoraátiratban Summer in Mondsee címen jelent meg a From My Book of Melodies albumon
- Brácsaszonáta c-mollban (első tétel)
- Négyestétel G-dúrban, Rondo[76]
- Hegedűszonáta (első tétel)[77]
- Trió hegedűre, brácsára és zongorára D-dúrban (Hamupipőke-trió)[78]

### Zongoraművek
- Zongoraszonáta No. 1 Esz-dúrban [79]
- The Chase – impromptu c-mollban
- Sixty Minutes Polka
- Ludwig Waltz No. 1 [80]
- Ludwig Waltz No. 2 [81]
- Zongoraszonáta No. 2 e-mollban
- Impromptu in D-major "Sea and Mountains"

### Oktatási célú művek
- Alma's Piano Songs: an Album for Young Musicians – Alma Deutscher gyermekek számára írt zongoradarabjainak gyűjteménye.[82]

## Diszkográfia
| Cím                                                          | Album részletei                                                                                  |
| ------------------------------------------------------------ | ------------------------------------------------------------------------------------------------ |
| The Music of Alma Deutscher                                  | - Megjelenés dátuma: 2013 - Kiadó: Flara Records - Formátumok: CD, digitális letöltés            |
| Cinderella – Opera San José 2017-es előadása                 | - Megjelenés dátuma: 2018 - Kiadó: Sony Classical - Formátumok: DVD, Blu-ray                     |
| Cinderella – A Bécsi Állami Operaház gyermekváltozata (2018) | - Megjelenés dátuma: 2019 - Címke: Belvedere - Formátumok: DVD                                   |
| From My Book of Melodies                                     | - Megjelenés dátuma: 2019. november - Kiadó: Sony Classical - Formátumok: CD, digitális letöltés |

## Kottakiadványok és publikációk
- From My Book of Melodies. Collection of Piano Pieces, G. Schirmer 2020, ISBN 978-1-7051-3098-8
- Alma's Piano Songs. An Album for Young Pianists. Flara Music 2022, ISBN 978-3-903-45401-9 [82]
- Cinderella (ének-zongora kivonat). Amazon 2022, ISBN 978-3903454033 [83]
- Violin Concerto in G minor (ének-zongora kivonat). Univerzális kiadás 2024, UES106822-410. [84]
- Waltz of the Sirens (partitúra). Univerzális kiadás 2024, UES107039-000.
- Two Childhood Trios. Univerzális kiadás 2024, UES107074-410.

## Fordítás
Ez a szócikk részben vagy egészben  az   Alma Deutscher című angol Wikipédia-szócikk ezen változatának fordításán alapul.  Az eredeti cikk szerkesztőit annak laptörténete sorolja fel. Ez a jelzés csupán a megfogalmazás eredetét és a szerzői jogokat jelzi, nem szolgál a cikkben szereplő információk forrásmegjelöléseként.